# Internat Jos Schmit
Das Internat Jos Schmit ist ein luxemburgisches Internat mit Sitz in Diekirch.

## Geschichte

### Allgemeines
Das Internat wurde im 19. Jahrhundert von Pierre Stehres (1804–1883) gegründet und kann bis zu 108 Schülerinnen und Schüler aufnehmen. Anfangs war das Internat in einem Seitenflügel des klassischen Lyzeums in Diekirch (LCD) untergebracht und war ein reines Jungeninternat. Im September 2006 bezog das Internat ein neues Gebäude in Diekirch, seitdem sind auch Mädchen zugelassen.

### Namen
Seinen Namen hat das Internat von einem seiner früheren Direktoren, Jos Schmit. Schmit war, nachdem er 1941 Vikar in Mondorf wurde, 37 Jahre lang Direktor des damals noch „Pensionat St. Joseph“ genannten Internats von Diekirch (1945–1982). Da er das damalige Pensionat prägte, wurde das neue Internat nach ihm benannt. Er starb 1982 im Alter von 70 Jahren in Diekirch.

## Konzept

### Schulen
Die Schüler des Internats besuchen Schulen in der näheren Umgebung, sei es in Diekirch:
- Lycée classique de Diekirch
- Nordstad-Lycée
- Lycée technique hôtelier „Alexis Heck“ (LTHAH)

oder im Nachbarort Ettelbrück:
- Lycée Technique d’Ettelbruck (LTETT)
- Lycée Technique Pour Professions de Santé (LTPS WARKEN)
- Lycée Technique Agricole (LTA)

### Betreuung
Bei der Erledigung ihrer Hausaufgaben und den Prüfungsvorbereitungen werden die Schüler in Wohngruppen von insgesamt neun Erziehern unterstützt.

## Leitung und Trägerschaft
Geleitet wird das Internat von Herrn Luss Backes sowie seinem Stellvertreter Arno Ferring. Träger ist die Gesellschaft Internats Jacques Brocquart a.s.b.l., die 1991 aus dem Zusammenschluss von vier bischöflichen Internaten, die von der katholischen Kirche Luxemburgs abhingen, entstanden ist. Dieser Träger benennt sich nach Jacques Brocquart († 1610), einem Jesuiten, der maßgeblich an der Entstehung des Marienkultes und der Oktave beteiligt war.